# يوري نورشتاين
يوري نورشتاين (بالروسية: Юрий Борисович Норштейн)(15 سبتمبر 1941)، هو رسام رسوم متحركة سوفيتي وروسي، اشتهر بالرسوم المتحركة القصيرة، مثل القنفذ في الضباب و حكاية من حكايات، ومنذ عام 1981 كان يعمل على فيلم طويل بعنوان المعطف، استنادًا إلى قصة قصيرة لنيقولاي غوغول تحمل الاسم نفسه.أخرج ثمان أفلام قصيرة. ووفقًا لصحيفة واشنطن بوست، «يعتبره الكثيرون ليس فقط أفضل رسام رسوم متحركة في عصره، بل الأفضل في كل العصور».

## السيرة الذاتية
وُلد يوري نورستين لعائلة يهودية في قرية أندرييفكا، بينزا أوبلاست، أثناء إجلاء والديه في الحرب العالمية الثانية. نشأ في ضاحية ماريينا روششا في موسكو. بعد الدراسة في مدرسة فنية، وجد نورشتاين في البداية عملاً في مصنع أثاث. ثم أنهى دورة الرسوم المتحركة لمدة عامين ووجد عملاً في استوديو فيلم سويوزمولت في عام 1961. أول فيلم شارك فيه كرسام رسوم متحركة هو Who Said "Meow"؟ (1962).
بعد العمل كفنان رسوم متحركة في حوالي خمسين فيلمًا، حصل نورشتاين على فرصة لإخراج فيلمه الخاص. في عام 1968 ظهر لأول مرة مع 25 أكتوبر، اليوم الأول ، وتقاسم مديري الائتمان مع اركادي تيورين. يستخدم الفيلم هذا العمل الفني من عهد 1920s الفنانين السوفيتي ناثان التمان وكوزما بيتروف-فودكين.
الفيلم التالي الذي لعب فيه دورًا رئيسيًا كان معركة كرهنيتس (1971)، وهو إنتاج مشترك مع مخرج الرسوم المتحركة الروسي إيفان إيفانوف-فانو، والذي عمل نورشتاين في وقت سابق في عام 1969 في تايمز أوف ذي ييرز.
طوال السبعينيات، واصل نورشتاين العمل كرسام رسوم متحركة في العديد من الأفلام، كما أخرج العديد منها. مع تقدم العقد، أصبح أسلوب الرسوم المتحركة الخاص به أكثر تعقيدًا من أي وقت مضى، حيث بدا أقل شبهاً بالقصاصات المسطحة وأشبه بلوحات تتحرك بسلاسة أو رسومات قلم رصاص متطورة. أشهر أفلامه هو حكاية حكايات، وهو فيلم غير خطي عن سيرته الذاتية عن نشأته في عالم الاتحاد السوفيتي ما بعد الحرب.
يستخدم نورشتاين تقنية خاصة في الرسوم المتحركة الخاصة به، والتي تتضمن عدة طائرات زجاجية لإضفاء مظهر ثلاثي الأبعاد على الرسوم المتحركة الخاصة به. تم وضع الكاميرا في الجزء العلوي وتنظر إلى أسفل على سلسلة من الطائرات الزجاجية بعمق حوالي متر واحد (واحدة كل 25-30 سم). يمكن أن تتحرك الطائرات الزجاجية الفردية أفقيًا وكذلك باتجاه الكاميرا وبعيدًا عنها (لإعطاء تأثير تقترب الشخصية أو بعيدًا عنها).
لسنوات عديدة تعاون مع زوجته، الفنانة فرانشيسكا ياربوسوفا، والمصور السينمائي ألكسندر جوكوفسكي.
طوال أواخر السبعينيات وأوائل الثمانينيات، كانت الرسوم المتحركة لنورشتاين تنهمر بجوائز حكومية وعالمية. ثم، في تطور مرير من السخرية، تم فصله من استوديو سويوزمولت في عام 1985 للعمل ببطء شديد على فيلمه الأخير، وهو (على الأرجح) مقتبس من رواية المعطف. بحلول ذلك الوقت، كان يعمل عليها مع فريقه الصغير المعتاد المكون من ثلاثة أشخاص لمدة عامين وانتهى من عشر دقائق.
في أبريل 1993، أسس نورشتاين وثلاثة رسامي رسوم متحركة رائدين آخرين (فيودور خيتروك وأندريه خرزانوفسكي وإدوارد نزاروف) مدرسة واستوديو للرسوم المتحركة (SHAR Studio) في روسيا. لجنة السينما الروسية من بين المساهمين في الاستوديو.
حتى يومنا هذا، لا يزال نورشتاين يعمل على The Overcoat - لقد أكسبته كماله المتحمسة لقب «الحلزون الذهبي». واجه المشروع العديد من المشاكل المالية والبدايات الخاطئة، لكن نورستين قال إنه يمتلك حاليًا تمويلًا موثوقًا من عدة مصادر، من داخل وخارج روسيا. تم الانتهاء من 25 دقيقة على الأقل حتى الآن. تم إتاحة بضع مقاطع قصيرة منخفضة الدقة للجمهور.  كما تم التجول في أول 20 دقيقة من الفيلم بين مختلف المعروضات من أعمال نورشتاين في المتاحف الروسية. من المتوقع أن يبلغ طول الفيلم الكامل 65 دقيقة.
كتب نورشتاين مقالًا لكتاب بقلم جيانالبرتو بندازي حول رسام الرسوم المتحركة بالشاشة الدبابيس ألكسندر أليكسييف بعنوان Alexeïeff: مسار رحلة المعلم .
في عام 2005، أصدر كتابًا باللغة الروسية بعنوان الثلج على العشب. محاضرات عن فن الرسوم المتحركة ، تضم عدد من المحاضرات التي ألقاها عن فن الرسوم المتحركة. في نفس العام، تمت دعوته «كضيف رسوم متحركة» للعمل في فيلم الرسوم المتحركة الطويل من فيلم Kihachirō Kawamoto ، كتاب الموتى .

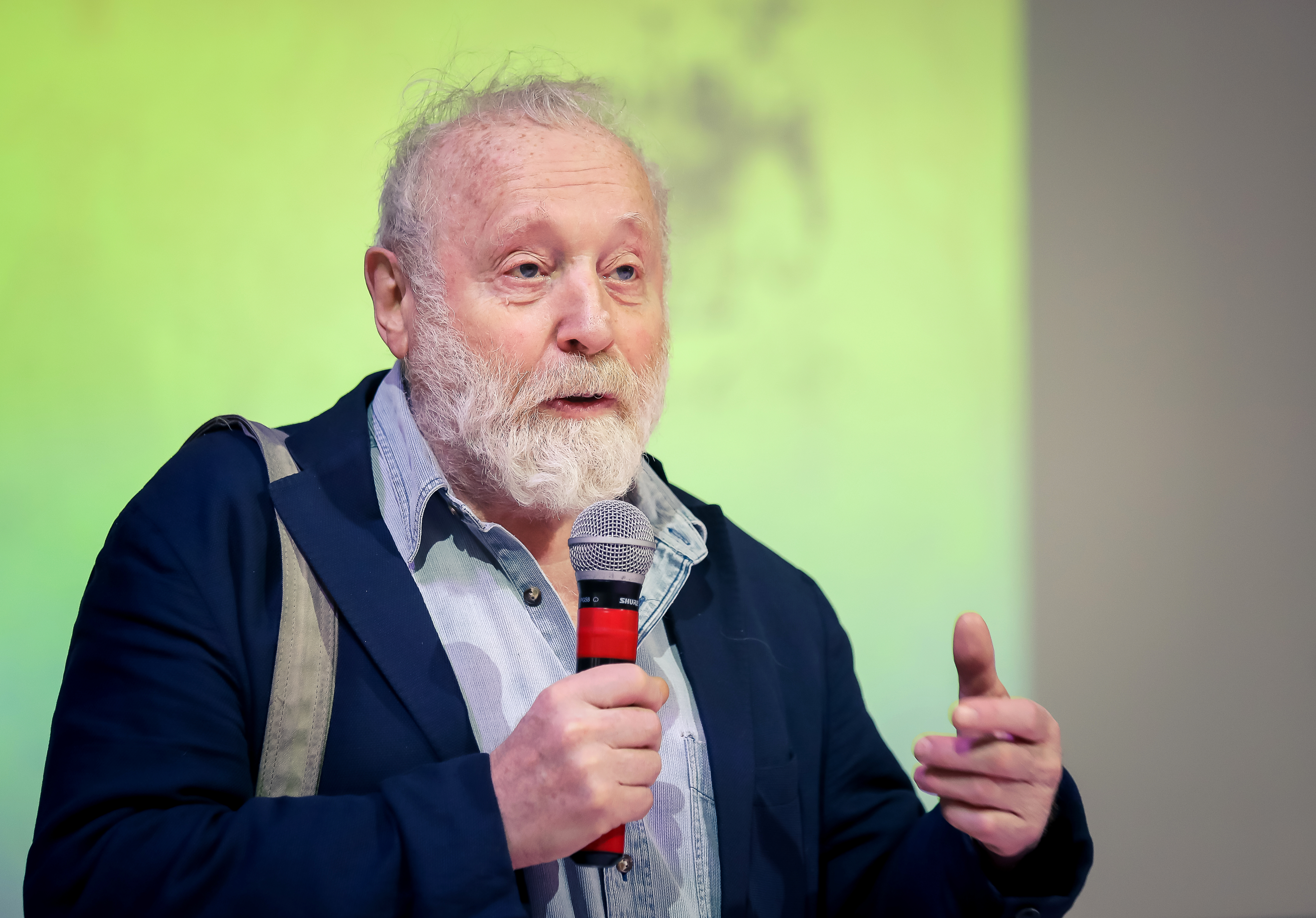
يوري نورستين

في 10 أغسطس 2008، تم إصدار النسخة الكاملة من كتاب الثلج على العشب (كان كتاب 2005 «غير المكتمل» 248 صفحة). يتكون الكتاب، الذي طُبع في جمهورية التشيك وبتمويل من سبيربنك، من مجلدين و 620 صفحة و 1700 رسم توضيحي ملون.  توقف الاستوديو عن العمل في The Overcoat لمدة عام تقريبًا بينما عمل نورستين على إصدار الكتاب.

## قائمة أفلامه
| ر | إسم الفيلم                | السنة |
| - | ------------------------- | ----- |
| 1 | 25 October, the First Day | 1968  |
| 2 | seasons                   | 1969  |
| 3 | Children and matches      | 1969  |
| 4 | The Battle of Kerzhenets  | 1971  |
| 5 | The Fox And The Hare      | 1973  |
| 6 | The Heron and the Crane   | 1974  |
| 7 | Hedgehog in the Fog       | 1975  |
| 8 | Tale of Tales             | 1979  |
| 9 | The Overcoet              | ____  |

## الجوائز والثناء
- 1971 - مهرجان كارلوفي فاري السينمائي الدولي (تشيكوسلوفاكيا): حصلت معركة كريزهينتس على جائزة أفضل فيلم رسوم متحركة
- 1972 - مهرجان زغرب العالمي لأفلام الرسوم المتحركة (يوغوسلافيا): الجائزة الكبرى لمعركة كريزهينتس (مشتركة مع إيفان إيفانوف فانو)
- 1972 - تبليسي: حصلت معركة كرزينيتس على جائزة أفضل فيلم رسوم متحركة
- 1972 - مهرجان بومباي السينمائي (الهند): فيلم «دبلوماسي» عن معركة كرزينيتس
- 1975 - مهرجان أنسي الدولي لأفلام الرسوم المتحركة (فرنسا): جائزة لجنة التحكيم الخاصة لمالك الحزين والرافعة
- 1975 - نيويورك (الولايات المتحدة): الجائزة الأولى لمالك هيرون وكرين
- 1976 - مهرجان Frunze All-Union السينمائي: Hedgehog in the Fog «أفضل فيلم رسوم متحركة»
- 1976 - طهران الطفل ومهرجان الشباب السينمائي (إيران): القنفذ في الضباب «أفضل فيلم الرسوم المتحركة»
- 1977 - أودنسي (الدنمارك): الجائزة الكبرى لمالك هيرون وكرين
- 1979 - جائزة الدولة لاتحاد الجمهوريات الاشتراكية السوفيتية عن حكاية حكايات (مُنحت قبل إصدارها إلى نورشتاين، ياربوسوفا، وجوكوفسكي)
- 1980 - مهرجان ليل الدولي للأفلام (فرنسا): جائزة لجنة التحكيم الكبرى لحكاية حكايات
- 1980 - مهرجان زغرب العالمي لأفلام الرسوم المتحركة: الجائزة الكبرى لحكاية حكايات
- 1980 - مهرجان أوتاوا الدولي للرسوم المتحركة (كندا): جائزة أفضل فيلم أطول من ثلاث دقائق عن حكاية حكايات
- 1984 - مهرجان لوس أنجلوس للفنون الأولمبية (الولايات المتحدة): صوت حكاية حكايات من قبل لجنة تحكيم دولية كبيرة ليكون أعظم فيلم رسوم متحركة في كل العصور
- 1991 - جائزة آني للمساهمة المتميزة في فن الرسوم المتحركة
- 1995 - جائزة الانتصار الروسية المستقلة (تقديرًا لـ «أعلى الإنجازات في الفن والأدب»)
- 1996 - فنان الشعب الروسي
- 1996 - أول مهرجان روسي مفتوح لأفلام الرسوم المتحركة، جائزة الاختراق للسكر الروسي (تجاري)
- 2002 - مهرجان زغرب العالمي لأفلام الرسوم المتحركة: حكاية حكايات صوتت مرة أخرى من قبل لجنة تحكيم دولية كبيرة ليكون أعظم فيلم رسوم متحركة في كل العصور
- 2004 - وسام الشمس اليابانية
- 2014 - Animafest Zagreb - المهرجان العالمي لأفلام الرسوم المتحركة: جائزة Lifetime Achievement

يعتبر هاياو ميازاكي نورشتاين «فنانًا عظيمًا»  واستشهد بـ Hedgehog in the Fog كأحد أفلام الرسوم المتحركة المفضلة لديه.

## وصلات خارجية
- الموقع الرسمي
- يوري نورستين على imdb

يوري نورستين في animator.ru (فيلموجرافيا كامل)